# Hammarby IF Handboll
El Hammarby IF Handboll és un club d'handbol suec de la ciutat d'Estocolm. Actualment disputa la Elitserien, la màxima categoria de la Lliga sueca d'handbol, havent guanyat 3 lligues consecutives entre 2006 i 2008. Va ser fundat l'any 1939. Juga al pavelló Eriksdalshallen.

## Palmarès
- 3 Lligues sueques: 2006, 2007 i 2008[2]